# Mallomys
Mallomys (Thomas, 1898) è un genere di Roditori della famiglia dei Muridi, comunemente noti come Ratti lanosi.

## Descrizione

### Dimensioni
Al genere Mallomys appartengono roditori di grandi dimensioni, con lunghezza della testa e del corpo tra 292 e 477 mm, la lunghezza della coda tra 280 e 440 mm e un peso fino a 1,950 kg.

### Caratteristiche craniche e dentarie
Il cranio ha un'area post-frontale affossata. Il rostro è largo alla base e si assottiglia verso la punta. Il palato è stretto ma i fori incisivi sono grandi. La bolla timpanica è molto piccola.
Sono caratterizzati dalla seguente formula dentaria:

### Aspetto
La pelliccia è abbastanza lunga e densa, con la tendenza ad essere alquanto lanosa in diversi individui. Le orecchie sono piccole. I piedi sono robusti ed adattati ad arrampicarsi sugli alberi. La coda è generalmente lunga quanto la testa ed il corpo, talvolta più corta, con le scaglie piccole ed arrotondate, munite di tre peli ciascuna. Le femmine hanno un paio di mammelle pettorali e due paia inguinali.

## Distribuzione
Questo genere è endemico delle montagne della Nuova Guinea.

## Tassonomia
Il genere comprende 6 specie.
- Mallomys aroaensis
- Mallomys bosaviensis[3]
- Mallomys flanneryi
- Mallomys gunung
- Mallomys istapantap
- Mallomys rotschildi